# 北岙街道
北岙街道是中华人民共和国浙江省温州市洞头区下辖的一个街道办事处。

## 行政区划
北岙街道下辖以下村级行政区划单位：
城中社区、上新社区、银海社区、新城社区、岭背社区、城南社区、小朴社区、风门社区、九厅社区、打水鞍社区、三盘社区、小三盘村、大朴村、东郊村、隔头村、九仙村、大长坑村、小长坑村、东沙村、海霞村、柴岙村、大王殿村、双垄村、鸽尾礁村和白迭村。